# الهیات ارتدکس شرقی
الهیات ارتدکس شرقی الهیات خاص کلیسای ارتودکس شرقی است. ویژگی‌های آن تثلیث گرایی توحیدی، اعتقاد به تجسم لوگوهای اساساً الهی یا پسر خدای یگانه، موازنه الهیات کاتافاتیک با الهیات آپوفاتیک، هرمنوتیک تعریف شده توسط سنت مقدس چند ظرفیتی، یک کلیسای جامع کاتولیک، یک الهیات قوی فردی، و اصولاً recapitulative و درمانی رستگاریشناسی هستند.